# Actinernidae
Actinernidae is een familie uit de orde van de zeeanemonen (Actiniaria). De familie is voor het eerst wetenschappelijk beschreven door Stephenson in 1922. De familie omvat 4 geslachten en 8 soorten.

## Geslachten
- Actinernus Verrill, 1879
- Isactinernus Carlgren, 1918
- Synactinernus Carlgren, 1918
- Synhalcurias Carlgren, 1914